# Icesave
Icesave was de handelsnaam waaronder de op een na grootste bank van IJsland, Landsbanki Íslands, sinds mei 2008 op de Nederlandse markt actief was met het aantrekken van spaargeld via online spaarrekeningen. Onder dezelfde naam was de bank al langer actief op de Britse markt. Icesave beloofde spaarders 5% rente op hun spaargeld (en later 5,25%), terwijl in Nederland de gemiddelde rente op dat moment rond de 4% lag.
Op 6 oktober 2008 werd duidelijk dat Icesave zijn verplichtingen niet kon nakomen. Dat betekende het einde van deze internetbank en het begin van een omvangrijke affaire. Het omvallen van Icesave maakte deel uit van de IJslandse bankencrisis.

## Icesave in Nederland
In mei 2008 meldde Landsbanki bij De Nederlandsche Bank (DNB) dat het een internetspaarbank in Nederland ging opzetten: Icesave. Op grond van Europese regels kan DNB de bankvergunning niet weigeren; DNB mocht en mag wel aanvullende eisen stellen. DNB stelde als aanvullende eis dat Icesave in het eerste jaar maximaal 500 miljoen euro uit Nederland aan mocht trekken. Al een maand later, in juni 2008, bleek dat Icesave veel meer dan 500 miljoen euro had aangetrokken. DNB wilde daar een eind aan maken en stuurde toezichthouders naar Reykjavik om over de schending van de afspraken te praten. Het gesprek leverde niets op, waarna Nout Wellink, de president van DNB, zich met de zaak bemoeide. Er volgde overleg op directieniveau tussen de Nederlandse en de IJslandse autoriteiten, maar ook dat leidde tot niets. De daarop volgende maanden probeerde DNB een strategie uit te stippelen. Terwijl DNB daarmee nog bezig was, stuurde Icesave op 23 september een brief naar DNB. In de brief meldde Icesave dat ze zich niet gebonden voelde aan de afspraken uit mei van dat jaar, en intussen openden vele Nederlanders een spaarrekening bij Icesave. Onder die spaarders waren ook veel gemeenten en provincies. Begin oktober 2008 hadden in Nederland ongeveer 108.000 spaarders een rekening bij Icesave; volgens Icesave hadden zij bij elkaar ruim € 1,6 miljard ingelegd. In Groot-Brittannië waren ongeveer 300.000 Icesave-spaarders. Zij hadden ongeveer £ 4,5 miljard ingelegd. DNB wilde weer overleggen, maar voordat het overleg gestalte kon krijgen werd de bank genationaliseerd door IJsland en werden alle activiteiten stilgelegd: De IJslandse bank Landsbanki, waar Icesave onderdeel van was, was in solvabiliteitsproblemen geraakt. DNB zei: 'We zijn ingehaald door de kredietcrisis.'
Op 6 oktober 2008 werd Landsbanki genationaliseerd door de IJslandse overheid
Op 7 oktober 2008 werden alle activiteiten van Icesave Nederland, Icesave Groot-Brittannië en Landsbanki stilgelegd; opname van geld was niet meer mogelijk. Ook werden de websites van Icesave uit de lucht gehaald en vervangen door een informatiescherm waarop staat vermeld dat nadere informatie zal worden verspreid via de website van DNB.
Op 8 oktober 2008 maakte Landsbanki zelf bekend aan Icesavespaarders dat het zijn verplichtingen niet kon nakomen. Icesave verwees de Nederlandse klanten naar de IJslandse en Nederlandse depositogarantiestelsels. Op verzoek van DNB werd door Icesave de rente tot en met 12 oktober 2008 op de spaarrekeningen bijgeschreven. Rekeninghouders kunnen dit saldo gebruiken voor een aanvraag tot vergoeding bij DNB.

## Achtergrond van de problemen

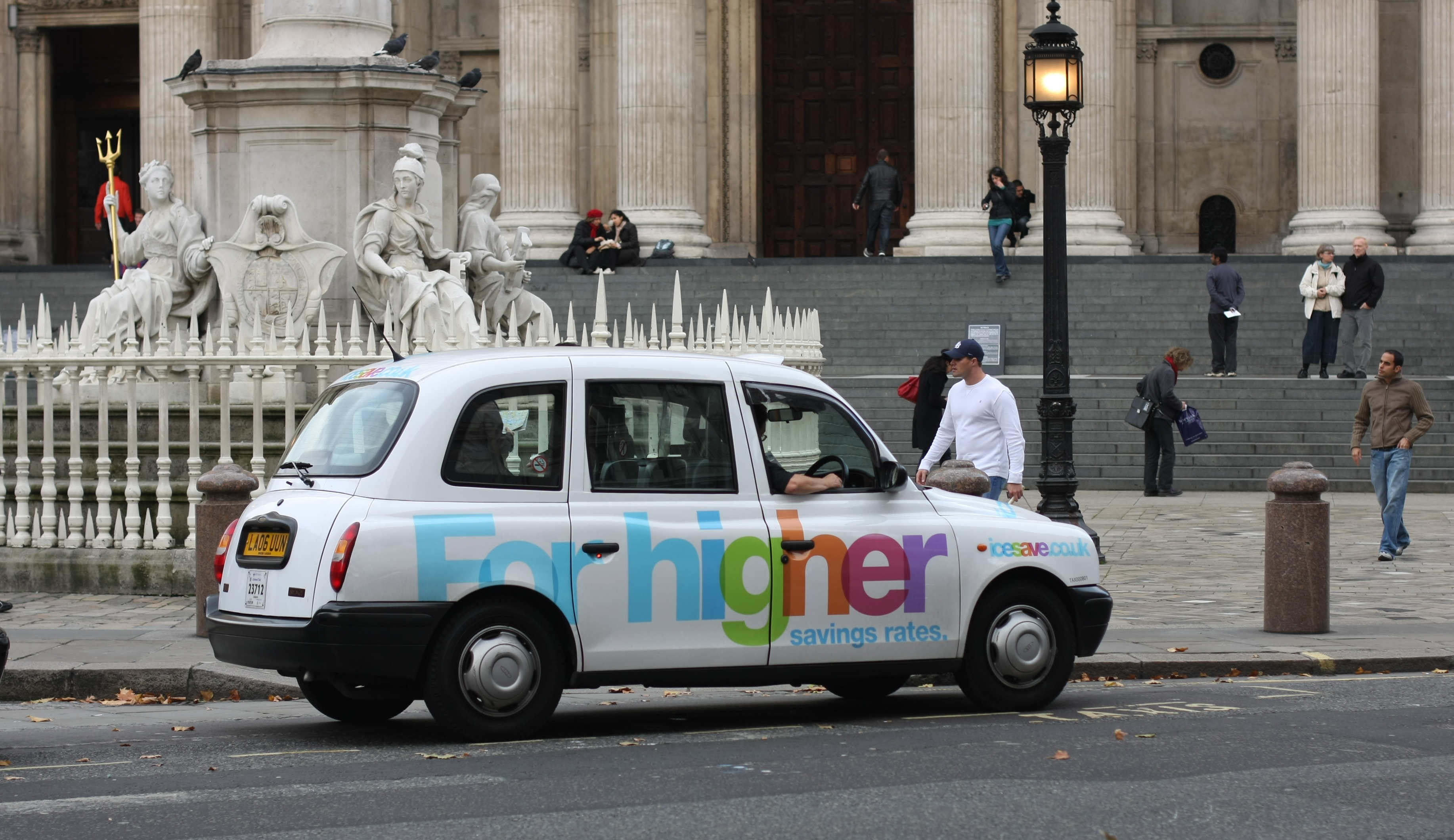
reclame van Icesave op een Londense taxi

In de voorgaande jaren was de IJslandse financiële sector zeer sterk gegroeid. Medio 2008 was de omvang van de IJslandse financiële sector een veelvoud van het IJslandse bruto nationaal product. De omvang van het balanstotaal van de IJslandse banken was gestegen van bijna tweemaal het IJslandse bbp in 2003 tot tien keer het IJslandse bbp in juni 2008. Het merendeel van deze groei was echter gefinancierd met leningen, afkomstig van buitenlandse investeerders, voor een belangrijk deel opgenomen in andere valuta dan de IJslandse kroon. De uitzettingen hadden echter voor een relevant deel plaatsgevonden in IJsland zelf, onder meer in de vorm van hypotheken. Hierdoor hadden IJslandse banken niet alleen een valutarisico, maar ook een herfinancieringsrisico. Naarmate 2008 vorderde, hadden IJslandse banken steeds meer moeite om vervallende leningen te herfinancieren. Dit bracht Landsbanki ertoe om particulier spaargeld te gaan aantrekken op de Nederlandse (en Britse) markt. Het algehele wegvallen van het vertrouwen op de markt voor interbancaire deposito's in september 2008, een centraal moment in de kredietcrisis, leidde ertoe dat Landsbanki zijn verplichtingen niet meer kon nakomen. Op 6 oktober 2008 werd Landsbanki genationaliseerd, hetgeen de problemen echter niet verhielp: de IJslandse overheid was niet bij machte de bank te saneren.

## Depositogarantiestelsel

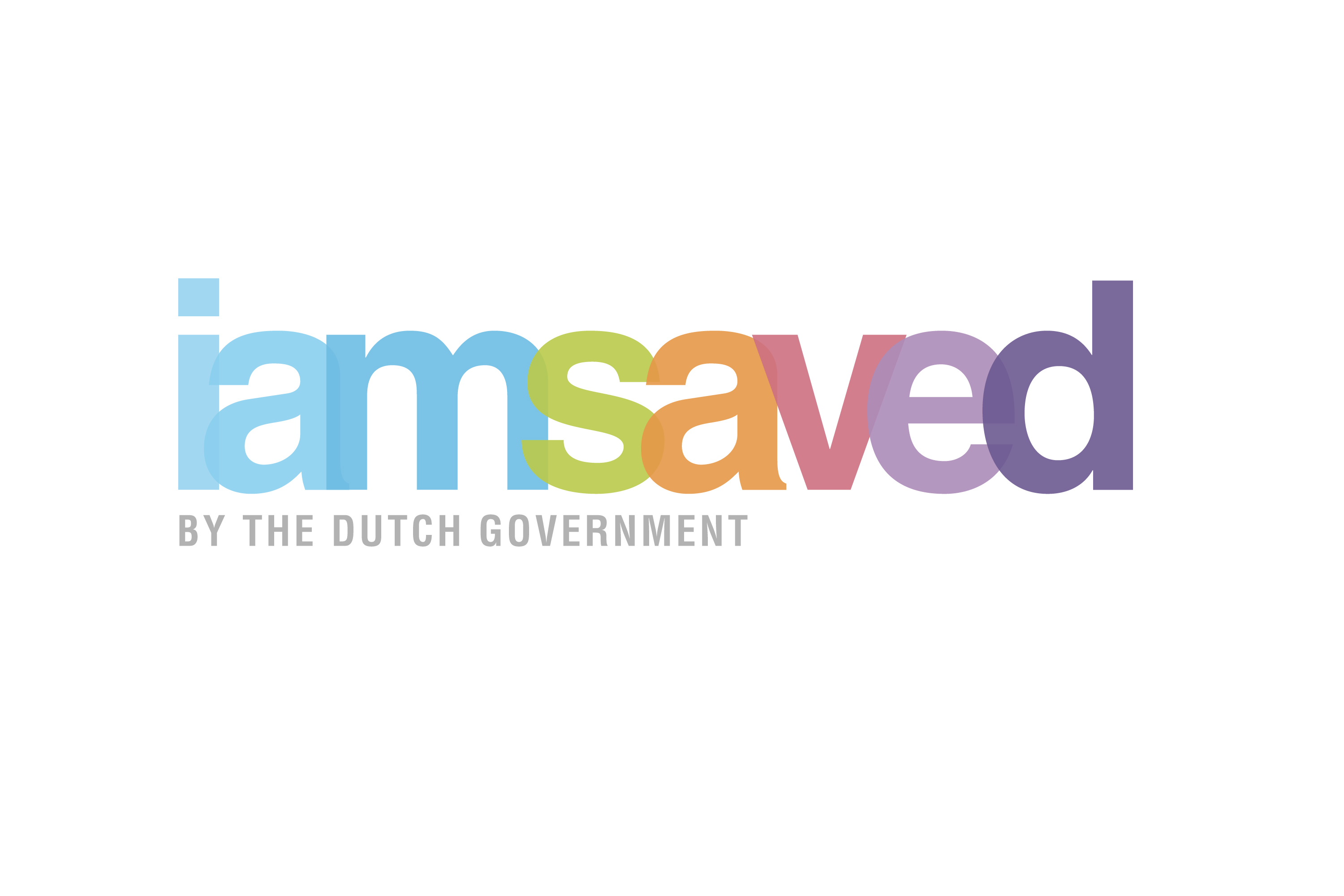
Persiflage op het IceSave-logo na garantstelling door de Nederlandse regering, door Artyvee

Landsbanki viel voor de eerste € 20.887 onder het IJslandse depositogarantiestelsel. Landsbanki nam bovendien aanvullend deel aan het Nederlandse depositogarantiestelsel, dat het verschil vergoedt tussen wat het Nederlandse stelsel zou vergoeden als het volledig van toepassing zou zijn, en wat het IJslandse depositogarantiestelsel behoort te vergoeden. Het Nederlandse stelsel vergoedde voorheen tot € 20.000 spaargeld 100% en tot € 40.000 spaargeld 90%. Sinds 7 oktober 2008 geldt een maximumbedrag van € 100.000.
Nadat het onzeker bleek of IJsland aan de genoemde garantieverplichtingen kon en wilde voldoen heeft de Nederlandse overheid zich hiervoor tegenover de spaarders garant gesteld. De Nederlandsche Bank zal bovendien de volledige afwikkeling van de aanvragen verzorgen, waardoor de spaarders niet zelf de claim in IJsland hoeven in te dienen. Op 13 oktober liet DNB het depositogarantiestelsel in werking treden. Een kleine 100.000 aanvragers hebben een aanvraag bij DNB ingediend. Op 11 december 2008 is DNB gestart met het uitbetalen van de gedupeerde spaarders.
Nog wel gedupeerd zijn degenen die meer dan € 100.000 op hun rekening hadden. Bovendien geldt het depositogarantiestelsel alleen voor particulieren en kleine ondernemers. Echter bleken ook veel gemeenten en provincies voor miljoenen euro's in IJsland te hebben gespaard, deze tegoeden worden niet vergoed vanuit het depositogarantiestelsel.
Minister Wouter Bos van Financiën ziet in deze zaak het antwoord op de schuldvraag van de problemen liggen bij de IJslandse toezichthouder. DNB bleek afspraken te hebben gemaakt over het maximum spaargeld dat Landsbanki in Nederland mocht binnenhalen, € 500 miljoen. Landsbanki heeft zich niet aan deze afspraak gehouden, begin oktober was er reeds € 1,6 miljard ingelegd. Ook bekijkt de minister of de informatie van de IJslandse toezichthouder wel compleet en correct was.

### Terugvordering spaartegoeden
Namens enkele duizenden Icesave-klanten heeft het Nationaal Incasso Bureau (NIB) geprobeerd beslag te laten leggen op hun tegoeden bij Icesave Nederland. De Consumentenbond had aangekondigd een kort geding tegen de bank starten om de spaarders toegang te geven tot hun spaartegoeden. Omdat IceSave woensdagmiddag 8 oktober 2008 heeft bekendgemaakt niet meer aan zijn verplichtingen als spaarbank te kunnen voldoen is het kort geding van de Consumentenbond van de baan. De beslaglegging door het NIB was om dezelfde redenen niet meer zinvol.
Op 9 oktober werd duidelijk dat de Nederlandse Minister van Financiën Wouter Bos IJsland dreigt met een rechtszaak, als het land niet aan zijn verplichtingen voldoet en als blijkt dat de IJslandse autoriteiten in het verleden verkeerde informatie hebben verstrekt over de kredietwaardigheid van Icesave. Icesave heeft sinds een halfjaar een vergunning van De Nederlandsche Bank, Bos laat onderzoeken op grond van welke informatie over de kredietwaardigheid van Icesave deze vergunning is verstrekt. De minister weigert uit diplomatiek-tactische overwegingen vooralsnog de Nederlandse Staat garant te laten staan voor de eerste € 20.887 van Nederlandse Icesave-spaarders, dat behoort tot de verplichtingen van IJsland, maar hij vindt wel dat de Nederlandse spaarders niet maandenlang in onzekerheid mogen zitten over hun geld.
Tijdens een persconferentie op de avond van 9 oktober 2008 zei Wouter Bos dat de Nederlandse Icesave-spaarder linksom of rechtsom zijn geld zou terugkrijgen. De Nederlandse staat garandeert dat ook de € 20.887 van IJsland uitgekeerd zal worden en de spaarders zullen hun geld tot een maximum van € 100.000 terugzien. Nout Wellink van De Nederlandsche Bank voegde eraan toe dat uiterlijk 22 oktober alle spaarders van Icesave een vorderingsformulier toegezonden zullen krijgen. Hij beloofde het geld terug te geven aan de spaarders bij de IJslandse bank.
Op 11 oktober heeft de IJslandse staat toegezegd de verplichtingen op basis van haar garantiestelsel na te komen; de Nederlandse staat zal dit geld voorschieten.
Op 17 november 2008 werd bekend dat de IJslandse, Britse en Nederlandse regeringen een akkoord bereikt hadden over terugbetaling van tegoeden bij Icesave. In augustus 2009 bleek in het IJslandse parlement geen meerderheid te bestaan voor de goedkeuring van deze akkoorden. Het IMF en andere kredietverstrekkers stelden zich op het standpunt dat toegezegde leningen eerst na het definitief worden van de akkoorden zouden worden uitbetaald. Op 31 december 2009 nam het IJslandse parlement de desbetreffende wet, die voorzag in overheidsgaranties ter waarde van $ 5,5 miljard, alsnog aan. Na protesten van de IJslandse bevolking weigerde de president de wet te tekenen, waarna de premier een referendum aankondigde. Onderhandelingen tussen de regeringen van IJsland, Nederland en het Verenigd Koninkrijk omtrent wijziging van de leningsvoorwaarden, in februari 2010, leidden niet tot resultaat. Op 6 maart 2010 wees de IJslandse bevolking in een referendum de wet omtrent de terugbetaling van de aan IJsland verstrekte leningen met een overweldigende meerderheid af: slechts 1,5% stemde ervoor.
Op 9 december 2010 werd een akkoord bekendgemaakt tussen IJsland, Nederland en het Verenigd Koninkrijk. Afgesproken werd dat een bedrag van € 1,3 miljard door IJsland betaald wordt aan Nederland. Op 16 februari 2011 ging het IJslandse parlement akkoord met deze nieuwe overeenkomst tussen IJsland en het Verenigd Koninkrijk en Nederland over terugbetaling van de voorgeschoten € 3,8 miljard: de rente werd verlaagd van 5,5% tot 3,0%; de terugbetaling zou starten in 2016 en uiterlijk in 2046 klaar zijn. Op 20 februari 2011 weigerde de IJslandse president Grimsson wederom het wetsvoorstel te ondertekenen. Op 9 april 2011 verwierp de IJslandse bevolking in een referendum ook dit akkoord.
In januari 2013 heeft het hof van justitie van de Europese Vrijhandelsassociatie (EFTA) IJsland gelijk gegeven dat het weigerde Nederlandse en Britse rekeninghouders van Icesave te compenseren. Tegen de uitspraak is geen beroep mogelijk. Volgens het hof waren de gevolgen van de kredietcrisis voor IJsland dermate zwaar, dat het land van compensatie af kon zien. De uitspraak is een tegenslag voor Nederland, maar de Nederlandse overheid heeft inmiddels ongeveer de helft, dat is € 734 miljoen, van dat geld teruggekregen uit de failliete boedel van Landsbanki. IJsland liet direct na de uitspraak weten dat het verwacht dat de gedupeerden de komende jaren wel volledig zullen worden gecompenseerd uit de boedel van Landsbanki. Volgens de regering van IJsland vertegenwoordigen de bezittingen van Landsbanki een waarde van zo'n € 8,8 miljard en zijn de schulden maar € 7,6 miljard.

## Terugbetaling vorderingen op Icesave
De bewindvoerders van Landsbanki zeiden in november 2011 te verwachten dat na de verkoop van Iceland Foods, voor 67% eigendom van Landsbanki, een eerste betaling aan de crediteuren gedaan zou kunnen worden van 432 miljard kronur, omgerekend ongeveer € 2,8 miljard.
Bijna 6 jaar later verkocht DNB de nog openstaande vorderingen op de moeder van Icesave, Landsbanki, via Deutsche Bank aan beleggers met een winst van € 6 miljoen. Met deze verkoop is de € 1,636 miljard die is uitbetaald onder het depositogarantiestelsel aan Icesavespaarders volledig terugbetaald. DNB procedeert door over rentebetalingen over de schuld van circa 100 miljoen euro. Op 20 oktober 2014 werd bekend dat ook de lokale overheden hun schuld met rente hadden terugbetaald gekregen, door hun vorderingen commercieel te verkopen. Vijf december 2014 werd bekend dat ook de spaarders met meer dan € 100.000 inleg, snel hun tegoed volledig zouden terugontvangen.
In september 2015 werd met een schikking van ruim € 48 miljoen het dossier Icesave na zeven jaar definitief afgesloten. Nederland ontvangt verder nog ongeveer € 12 miljoen die op een rekening in IJsland waren geblokkeerd. De totale hoofdsom van de voorgeschoten bedragen, in totaal € 1428 miljoen, is terugbetaald aan Nederland.